# Церковь Святой Одилии (Зальцдорф)
Церковь Святой Одилии (нем. Filialkirche St. Ottilia или нем. St. Ottilie) — римско-католическая филиальная церковь, расположенная в районе Зальцдорф баварского города Ландсхут; небольшой позднеготический зальный храм, впервые упомянутый в документах 1315 года, с 1862 относится к приходу церкви Святой крови. Является памятником архитектуры (No. D-2-61-000-603).

## История и описание
Деревня Зальцдорф была впервые упомянута в документе за 819 год, согласно которому человек по имени Илпрант из «Скальходорфа» (нем. Scalchodorf) пожертвовал всю свою собственность епископальной церкви во Фрайзинге. В 1315 году деревня и её церковь, а также — ныне не существующее кладбище — снова упоминается в епархиальных списках. Сегодняшнее здание храма было возведено около 1480 года: то есть в период господства готической архитектуры, но по своему устройству здание все еще является романским; вероятно, сам неф был построен около 1250 года. Первоначально у церкви было три небесных покровителя — Святой Йодок, Святая Люсия и Святая Одилия; к XVII веку храм стал посвящён только Одилии. Ранее к церкви совершалось паломничество, закончившееся только в XIX веке: так в 1835 году речь шла о 6000 человек. В 1973 году была проведена последняя полная реконструкция здания церкви.
Оригинальные оконные проёмы романско-готического здания — с характерными остроконечными арками — были увеличены и округлены уже в эпоху барокко. На южной стороне нефа в 1799 году были добавлены солнечные часы. Единственный оставшийся сегодня церковный портал расположен на западной стороне — существовавший ранее южный портал был заложен. Готическая башня-колокольня на южной стороне также относится к концу XV века: церковные колокола по сей день приводятся в движение вручную. Алтарь храма является копией готического алтаря — копия была изготовлена в 1973 году.